# Nakagawa Yuji
Yuji Nakagawa (sinh ngày 22 tháng 10 năm 1978) là một cầu thủ bóng đá người Nhật Bản.

## Sự nghiệp câu lạc bộ
Yuji Nakagawa đã từng chơi cho Kataller Toyama.